# Ignazio Pietro VIII Abdel-Ahad
Ignazio Pietro VIII, nato Pierre Grégoire Abdel-Ahad (Aleppo, 28 giugno 1930 – Gerusalemme, 4 aprile 2018), è stato un patriarca cattolico siriano, esarca patriarcale di Gerusalemme e quindicesimo patriarca della Chiesa sira.

## Biografia
Pierre Grégoire Abdel-Ahad nasce ad Aleppo da Abdel Karim e Eugénie Tashash il 28 giugno 1930. Dopo aver frequentato gli studi elementari nella scuola parrocchiale, nel 1944 entra nel seminario minore di Gerusalemme dei padri Benedettini e nel 1948 nel seminario siriaco cattolico di Charfet in Libano, dove frequenta gli studi di filosofia e di teologia. Il 17 ottobre 1954 è ordinato prete nella cattedrale San Giorgio di Beirut per l'imposizione delle mani del patriarca Ignazio Gabriele I Tappouni.
Dal 1955 al 1965 presta il suo servizio nel seminario patriarcale di Charfet come professore ed economo. Nello stesso periodo è nominato cappellano della confraternita dell'Immacolata Concezione e fa pubblicare una nuova edizione di Dalil Al-Hadi, libro di preghiere per la messa in arabo.
Nel 1965 è nominato parroco della parrocchia siriaca di San Giuseppe a Betlemme e direttore della scuola parrocchiale.
Nel 1979 è nominato esarca patriarcale di Gerusalemme, con giurisdizione sui fedeli cattolici siriaci di Israele, Giordania e Palestina. Nel 1996 il Santo Sinodo della Chiesa cattolica sira gli conferisce la dignità episcopale con il titolo di Batne dei Siri; riceve la consacrazione episcopale dalle mani del patriarca Ignazio Antonio II Hayek nella cattedrale di Aleppo il 21 giugno 1997. Si deve alla sua opera la costruzione della parrocchia San Tommaso a Gerusalemme, con l'annesso foyer per i pellegrini.
In seguito alla nomina di Ignazio Mosé I Daoud a prefetto della Congregazione per le Chiese Orientali, il Santo Sinodo riunito a Charfet lo elegge nuovo patriarca della Chiesa sira il 16 febbraio 2001, e il 25 febbraio successivo viene solennemente intronizzato nella cattedrale dell'Annunciazione di Beirut.
Dà le dimissioni da patriarca, accettate da papa Benedetto XVI il 2 febbraio 2008.
Muore il 4 aprile 2018 all'età di 87 anni.

## Genealogia episcopale e successione apostolica
La genealogia episcopale è:
- Patriarca Ignazio Matteo Benham
- Patriarca Ignazio Giorgio V Sayar
- Patriarca Ignazio Antonio I Samheri
- Patriarca Ignazio Giorgio V Chelhot
- Patriarca Ignazio Efrem II Rahmani
- Cardinale Ignazio Gabriele I Tappouni
- Patriarca Ignazio Antonio II Hayek
- Patriarca Ignazio Pietro VIII Abdel-Ahad

La successione apostolica è:
- Arcivescovo Denys Antoine Chahda (2001)
- Vescovo Grégoire Pierre Melki (2002)
- Vescovo Iwannis Louis Awad (2003)